# 国立泉北病院
国立泉北病院（こくりつせんぼくびょういん）は、1967年から1999年まで大阪府堺市（南区）にあった病院。前身は国立大阪福泉療養所。

## 沿革
- 1939年3月 泉北郡福泉町大字野々井（現・堺市南区赤坂台）に大阪府立福泉園が開設[1]。
- 1943年 日本医療団へ移管[1]。
- 1947年 厚生省へ移管、国立大阪福泉療養所となる[1]。
- 1967年4月 国立療養所から国立病院へ転換、国立泉北病院となる[2]。
- 1971年3月 堺市檜尾（現・堺市南区原山台）へ移転[3]。
- 1999年3月1日 近畿大学へ経営移譲し、近畿大学医学部堺病院が開設[4]。
- 2018年4月1日 社会医療法人啓仁会へ経営移譲し、堺咲花病院が開設[5]。